# Worst Fit
O algoritmo Worst Fit utiliza o espaço de memória que resultar em maior sobra.
Exemplo:
Para os seguintes espaços livres 11k, 3k, 19k, 18k, 7k, 8k, 13k, 15k se o Worst-Fit for utilizado, as solicitações 5k, 12k, 6k ocupariam os espaços 19k, 18k, 15k respectivamente.
```
 

#include
<stdio.h>

#include
<stdlib.h>

typedef
 
struct
 
best_choice
{

	
int
 
start
,
 
end
,
 
total
;

}
b_choice
;

void
 
worst_fit
(
int
 
*
memory
,
 
int
 
space
,
 
int
 
total_space
,
 
b_choice
 
*
bc
){

	
bool
 
valid
 
=
 
false
;
//flag

	
int
 
size_bc
=
0
;
// variável usada para armazenar o tamanho do vetor bc, com os dados de onde começa cada lacuna

	
int
 
bigger
 
=
 
0
;
// variável usada para armazenar o maior espaço encontrado

	
for
(
int
 
i
=
0
;
 
i
<
total_space
;
 
i
++
){
//percorremos toda memória armazenando as lacunas livres

		
if
(
memory
[
i
]
==
0
){

			
if
(
valid
==
false
){

				
bc
[
size_bc
].
start
 
=
 
i
;
//armazenamos onde começa uma lacuna livre

				

			
}
			

			
valid
 
=
 
true
;

		
}

		
else
{

			
if
(
valid
==
true
){
//armazenamos onde a lacuna livre termina

				
bc
[
size_bc
].
end
 
=
 
i
;

				
bc
[
size_bc
].
total
 
=
 
bc
[
size_bc
].
end
 
-
 
bc
[
size_bc
].
start
;

				
size_bc
++
;

			
}
	

			
valid
 
=
 
false
;

		
}
	

	
}

	
valid
 
=
 
false
;

	
for
(
int
 
i
=
0
;
 
i
<
size_bc
;
 
i
++
){
//agora percorremos o vetor que possui os dados sobre as lacunas livres

		
if
(
bc
[
i
].
total
>=
space
){
//procuramos pela maior lacuna

			
if
(
bc
[
i
].
total
>
bigger
){

				

				
bigger
 
=
 
bc
[
i
].
start
;
//caso o elemento atual seja maior, bigger recebe esse elemento

				
valid
 
=
 
true
;

			
}

		
}

	
}

	
if
(
valid
==
true
){
//se a flag é true, quer dizer que existe espaço para essa alocação

		
printf
(
"
\n
posição: %d
\n
"
,
 
bigger
);

		
for
(
int
 
i
=
bigger
;
 
i
<
(
bigger
+
space
);
 
i
++
)
//preenchemos as posições do vetor memória, dada a maior lacuna

			
memory
[
i
]
 
=
 
1
;
		

		
printf
(
"
\n
************Espaço alocado com SUCESSO**************
\n
"
);

	
}
	

	
else
//caso false, não existe espaço para esta alocação

		
printf
(
"
\n
************Espaço insuficiente**************
\n
"
);

}

//AMNC

```